# Iron Fist (album)
Pour les articles homonymes, voir Iron Fist.
Albums de Motörhead
No Sleep 'til Hammersmith
(1981) Another Perfect Day
(1983)
Singles
1. Iron Fist
Sortie : 3 avril 1982

Iron Fist est le cinquième album studio du groupe de heavy metal britannique Motörhead. Iron fist qui signifie en français Le Poing de fer est sorti le 17 avril 1982 sur le label Bronze Records et a été produit par le guitariste du groupe Eddie Clarke et Will Reid-Dick.

## Historique
Il s'agit du dernier album enregistré avec le guitariste Fast Eddie Clarke. Ce dernier quitte le groupe au cours de leur seconde tournée aux États-Unis, à cause d'un conflit avec Lemmy Kilmister. Le groupe recrute alors l'ancien guitariste de Thin Lizzy, Brian Robertson pour pouvoir finir leur tournée.
L'album a été enregistré de la fin du mois de janvier à fin février 1982 aux Morgan Studios et aux Ramport studios, à Londres.
Il atteint la 6e place des charts britanniques et se classe aux États-Unis à la 174e place au Billboard 200. 
Le titre éponyme de l'album sort en simple le 3 avril, peu avant l'album. Il atteint la 29e place dans les charts britanniques. 
Iron Fist est réédité au cours de l'année 1996 et cinq titres sont ajoutés dont des versions alternatives comme Grind You Down. Il est réédité en 2005 sous forme de double compact disc contenant la face-b du simple Iron Fist plus un concert enregistré au Canada lors de la tournée de promotion de l'album.

## Liste des titres
- Tous les titres sont signés Kilmister, Clarke, Taylor

Face 1
| No | Titre          | Durée |
| -- | -------------- | ----- |
| 1. | Iron Fist      | 2:53  |
| 2. | Heart of Stone | 3:02  |
| 3. | I'm the Doctor | 2:40  |
| 4. | Go To Hell     | 3:08  |
| 5. | Loser          | 3:55  |
| 6. | Sex & Outrage  | 2:08  |

Face 2
| No  | Titre                          | Durée |
| --- | ------------------------------ | ----- |
| 7.  | America                        | 3:36  |
| 8.  | Shut It Down                   | 2:40  |
| 9.  | Speedfreak                     | 3:25  |
| 10. | (Don't Let 'em) Grind You Down | 3:07  |
| 11. | (Don't Need) Religion          | 2:41  |
| 12. | Bang To Rights                 | 2:40  |

Titres supplémentaires de la version de 1987
| No  | Titre                                                                 | Durée |
| --- | --------------------------------------------------------------------- | ----- |
| 13. | Remember Me, I'm Gone (face-B du single Iron Fist)                    | 2:08  |
| 14. | (Don't Let 'em) Grind You Down (version alternative)                  | 3:09  |
| 15. | Lemmy Goes to the Pub (version alternative de Heart of stone)         | 3:02  |
| 16. | Same Old Song, I'm Gone (version alternative de Remeber Me, I'm Gone) | 2:20  |
| 17. | Young and Crazy (version alternative de Sex & Outrage)                | 2:12  |

### Compact disc bonus de la réédition 2005
| No | Titre                                              | Durée |
| -- | -------------------------------------------------- | ----- |
| 1. | Remember Me, I'm Gone (face-B du single Iron Fist) | 2:16  |

Live In Toronto's Mapple Leaf Gardens, May 1982
| No  | Titre                              | Durée |
| --- | ---------------------------------- | ----- |
| 2.  | Overkill                           | 5:16  |
| 3.  | Heart of Stone                     | 3:07  |
| 4.  | Shoot You In the Back              | 3:10  |
| 5.  | The Hammer                         | 3:19  |
| 6.  | Jailbait                           | 3:56  |
| 7.  | America                            | 3:33  |
| 8.  | (Don't Need) Religion              | 3:20  |
| 9.  | Capricorn                          | 4:23  |
| 10. | (Don't Let 'Em) Grind You Down     | 3:24  |
| 11. | (We Are) The Road Crew             | 3:08  |
| 12. | No Class                           | 2:32  |
| 13. | Bite the Bullet                    | 1:30  |
| 14. | The Chase Is Better Than the Catch | 5:13  |
| 15. | Bomber                             | 4:53  |

- Bien qu'intitulé "Live In Toronto's Mapple Leaf Gardens, May 1982", le concert fut enregistré le 12 mai 1982 au C.N.E. Colideum de Toronto[1].

## Composition du groupe
- Lemmy Kilmister, chant, basse
- Fast Eddie Clarke, guitares
- Phil Philty Animal Taylor, batterie

## Charts & certification
Album
| Pays             | Durée du classement | Meilleur classement | Date          |
| ---------------- | ------------------- | ------------------- | ------------- |
| Allemagne        | 11 semaines         | 27e                 | 10 mai 1982   |
| États-Unis       | 6 semaines          | 174e                | 5 juin 1982   |
| Norvège          | 11 semaines         | 4e                  | 14 juin 1982  |
| Nouvelle-Zélande | 3 semaines          | 23e                 | 1er août 1982 |
| Pays-Bas         | 6 semaines          | 26e                 | 1er mai 1982  |
| Royaume-Uni      | 9 semaines          | 6e                  | 17 avril 1982 |
| Suède            | 3 semaines          | 25e                 | 4 mai 1982    |

Certification
| Pays        | Certification | Ventes   | Date          |
| ----------- | ------------- | -------- | ------------- |
| Royaume-Uni | Argent        | 60 000 + | 28 avril 1982 |

Chart single
| Single      | Chart            | durée du classement | Position | Date          |
| ----------- | ---------------- | ------------------- | -------- | ------------- |
| "Iron Fist" | UK Singles Chart | 5 semaines          | 29e      | 10 avril 1982 |